# STVラジオミュージックコレクション
『STVラジオ ミュージックコレクション』（エスティーブイラジオ ミュージックコレクション）とは、STVラジオで放送されているラジオ番組である。2006年11月27日放送開始。

## 概要
日本の民間ラジオ局では24時間放送を行う大半の局は日曜深夜 - 月曜未明にかけての放送を放送機材メンテナンスのために休止する。STVラジオも日曜深夜（月曜未明）は概ね1:30 - 2:00の間に日曜付の放送を終えて、5:00から月曜付の放送を開始するまで放送を止めていたが、この番組が放送されることにより、同局は完全24時間放送となっている。
しかし、2016年4月より「それいけ!オッサン大作戦」（27:00 - 27:30）、「GOOD DAYS MUSIC あの頃の名曲たち」（27:30 - 29:00）の再放送が始まったため、放送されるのはSTVファイターズライブのある日のみになった。しかし、2016年9月11日は「GOOD DAYS MUSIC あの頃の名曲たち」が喜瀬と通夫の日曜楽楽生ワイドの拡大放送のため放送がなかったので、27:30 - 29:00で放送された（一部地域はメンテナンスのため放送休止）。同年10月より再放送はオッサン大作戦のみとなったため、再び定期放送となる。
ただあくまでも月曜付の放送開始までの間のフィラー（試験電波）であり、基本的にはノーDJである。また送信機メンテナンスや修理・更新により不定期で一部地域もしくは道内全域で放送休止となる場合あり。番組の体としては2024年3月31日深夜（4月1日未明）で終了となり、同4月7日深夜（8日未明）からは名目上放送機器メンテナンスによる全道放送休止枠が日曜深夜に当たる月曜日2:30-5:00に設けられたが、その間も停波（radikoは無変調）になる日や放送局・中継局があるものの、フィラー音楽は放送されている。2024年10月6日から再び番組として開始する。

## 放送時間
- 毎週日曜 28:00 - 29:00（月曜未明 4:00 - 5:00、2019年10月 - 2024年3月）

### 過去の放送時間
- 毎週日曜 27:30 - 28:30（月曜未明 3:30 - 4:30）
- 毎週日曜 26:00 - 29:00（月曜未明 2:00 - 5:00、? - 2014年3月30日）
- 毎週日曜 26:30 - 29:00（月曜未明 2:30 - 5:00、2014年4月6日 - 12月28日）
  - 「中島みゆきのオールナイトニッポン月イチ」が放送される場合は27:00まで短縮され、中島みゆきの楽曲のみが流れた。
- 毎週日曜 27:00 - 29:00（月曜未明 3:00 - 5:00、2015年1月4日 - 3月29日）
  - 「松村邦洋のOH-!邦自慢」の開始に伴い、放送時間が30分短縮された。また、「中島みゆきのオールナイトニッポン月イチ」が放送される場合は休止。
- 毎週日曜 27:30 - 29:00（月曜未明 3:30 - 5:00、2015年4月5日 - 2016年3月末）
  - 「中島みゆきのオールナイトニッポン月イチ」が放送される場合は休止。
- 不定期放送（STVファイターズライブのある日曜日深夜、2016年4月 - 9月）
- 毎週日曜 27:30 - 29:00（月曜未明 3:30 - 5:00、2016年10月2日 - 2018年4月1日）
  - 「中島みゆきのオールナイトニッポン月イチ」が放送される場合は休止。
  - 「それ行け! オッサン大作戦」が土曜放送休止の時は再放送も無くなるため、27:00 - 29:00で放送されることがある。
- 毎週日曜 27:30 - 29:00（月曜未明 3:00 - 5:00、2018年4月8日 - 2019年3月）
  - 「中島みゆきのオールナイトニッポン月イチ」が放送される場合は休止。
- 毎週日曜 28:15 - 29:00（月曜未明 4:15 - 5:00、2019年4月 - 9月）
  - 当該時間帯で「堀川りょうの声優への道」「荻原次晴のニッポン応援団」「せきぐちあいみのVirtual Radio」のネット開始で放送時間を縮小。土曜の「STVファイターズLIVE」次第では「ぽっぷんランキング」がこの時間に移動してくることもある。